# Nereïden

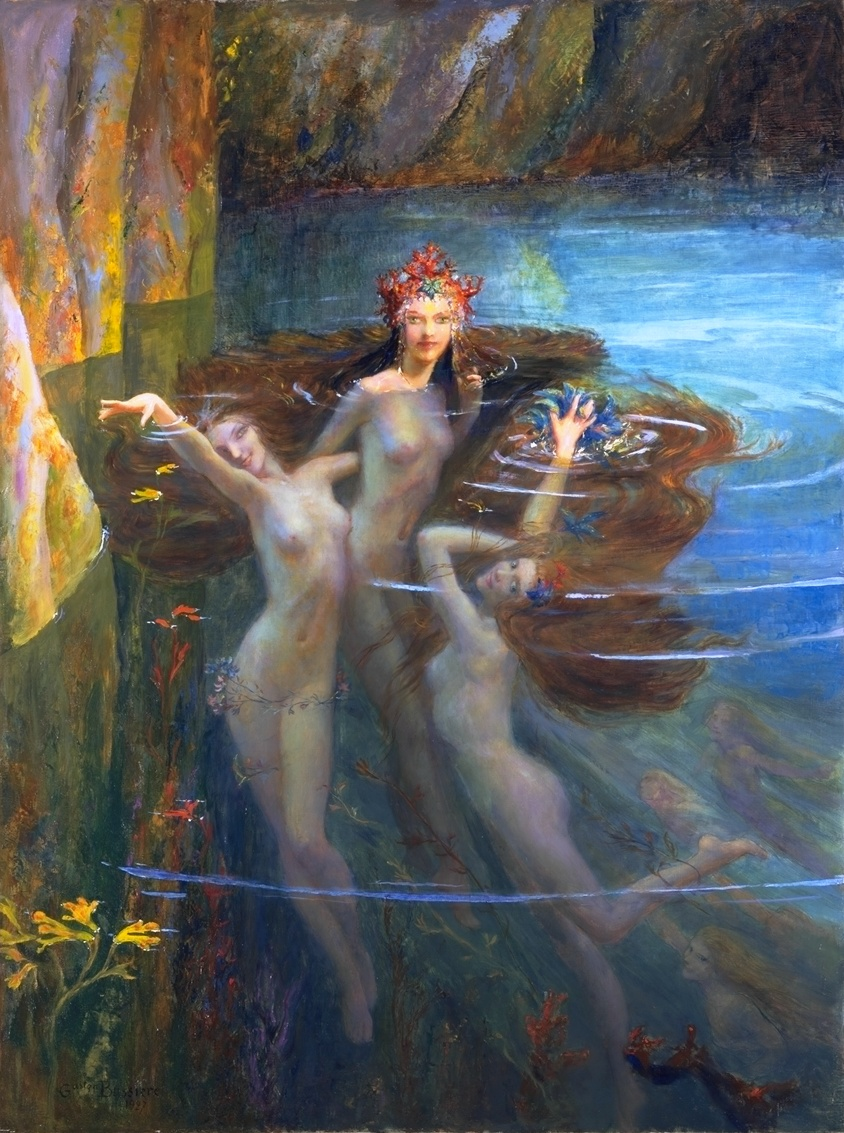
De Nereïden door Gaston Bussière.

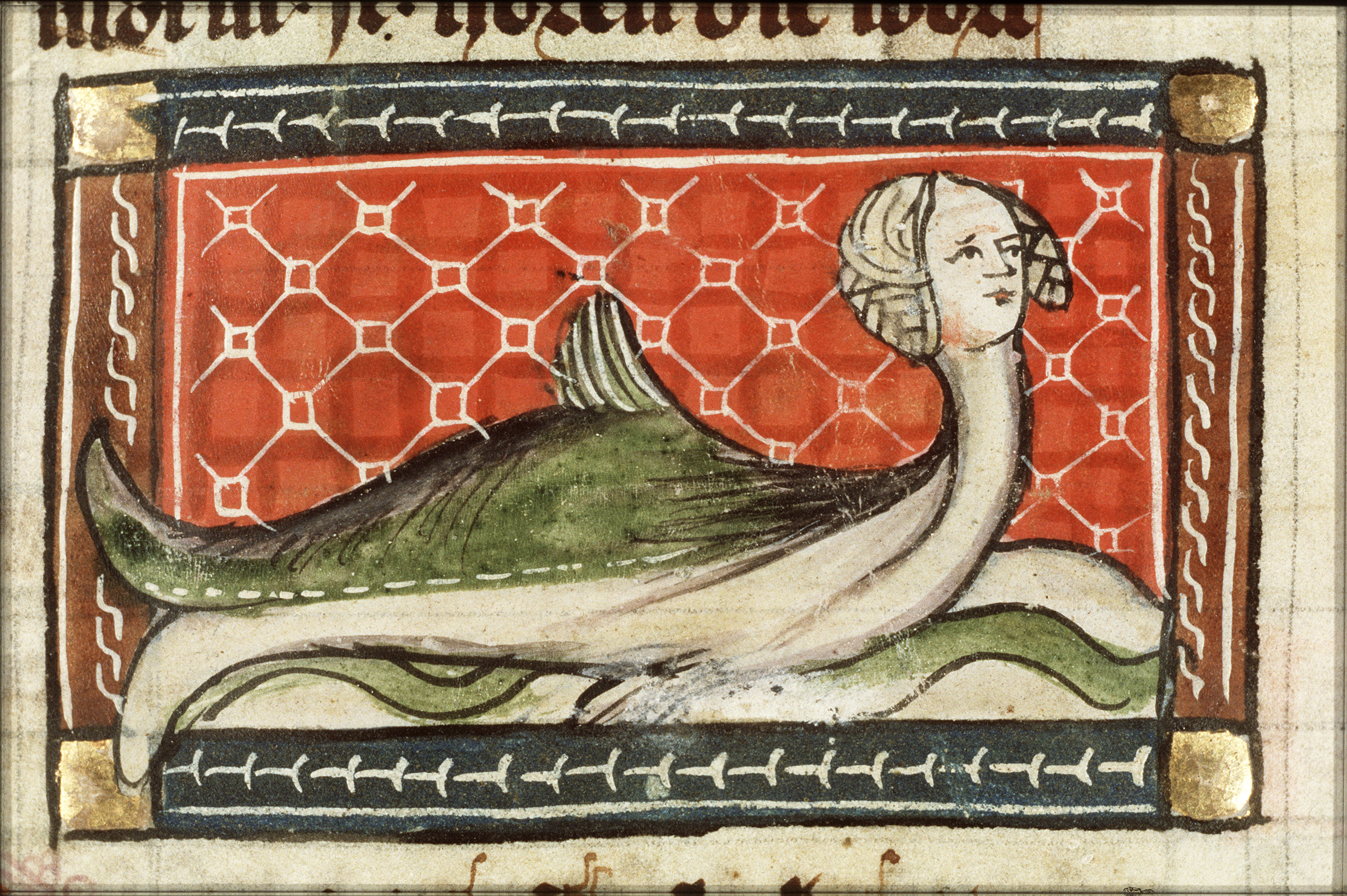
Nereïde (zeenympf), miniatuur uit Der naturen bloeme

De Nereïden (Grieks: Νηρεΐδες, Νηρηίδες, enkelvoud: Nereïde Νηρηίς, e en i afzonderlijk uitgesproken) zijn in de Griekse mythologie de dochters van de zeegod Nereus en Doris, een Oceanide. Deze zeenimfen worden verondersteld blauwe haren te hebben. Ze vergezellen, samen met de Tritons, de zeegod Poseidon en ze zijn zeelui behulpzaam tijdens zware stormen.
Elke nimf vertegenwoordigt een facet van het zeeleven, zoals golven, kusten en stranden of vaardigheden van zeelui, zoals kracht, snelheid, bekwaamheid enz.
Ze wonen samen met hun vader in een zilveren grot op de bodem van de Egeïsche Zee. Officieus was Thetis hun leidster. Enigszins apart staat de koningin van de zee, Amphitrite, maar zij heeft dezelfde ouders.
Er wordt vaak aangenomen dat hun aantal vijftig was, maar nergens is daarvan een complete lijst te vinden.

## Lijst van Nereïden
Deze lijst is samengesteld uit oude Griekse bronnen.
| Theogonie van Hesiodos | Ilias van Homerus | Fabulae van Hyginus | Bibliotheca van Apollodorus |
| --- | --- | --- | --- |
| - Agaue (Agave) - Aktaie (Aktaia, Actaie, Actaia, Actaea) - Amprite - Autonoe - Doris - Doto - Dynamene - Eione - Erato - Euagore (Euagora, Evagora, Evagore) - Euarne (Evarne) - Eudora (Eudore) - Eukrante (Eucrante) - Eulimene - Eunike (Eunice) - Eupompe - Galateia (Galatea) - Galene (Galenaie) - Glauke (Glauce) - Glaukonome (Glauconome) - Halia (Halie) - Halimede - Hipponoe - Hippothoe - Kymatolege (Cymatolege, Kymo, Cymo) - Kymodoke (Cymodoce) - Kymothoe (Cymothoe, Kumothoe) - Laomedeia (Laomedia, Laomedea) - Leagore (Leiagore, Leagora) - Lysianssa - Melite - Menippe - Nemertes - Nesaie (Nesaia, Nesaea) - Neso - Panope (Panopeia, Panopea, Panopaea) - Pasithea (Pasithee) - Pherousa (Pherusa) - Ploto - Pontoporeia (Pontoporia) - Poulynoe (Poulunoe, Polynoe) - Pronoe - Proto - Protomedeia (Protomedia, Protomedea) - Psamathe - Sao - Speio (Spio) - Themisto - Thetis - Thoë | - Agaue - Aktaie - Amatheia - Amphinome - Amphithoe - Apseudes - Dexamene - Doris - Doto - Dynamene - Galateia - Glauke (Glauce) - Halia - Iaira (Iaera) - Ianassa - Ianneira (Ianira) - Kallianassa (Callianassa) - Kallianeira (Callianeira) - Klymene (Clymene) - Kymodoke - Kymothoe - Limnoreia - Maira (Maera) - Melite - Nemertes - Nesaie - Oreithyia (Orithyia) - Panope - Pherousa - Proto - Speio - Thaleia (Thalia) - Thetis - Thoe | - Agaue - Aktaie - Amathia - Amphinome - Amphithoe - Apsuedes - Arethusa - Asia - Beroe - Clio - Creneis - Cydippe - Deiopea - Dexamene - Doris - Doto - Drymo - Dynamene - Ephyra - Eurydice - Galateia - Glauke - Iaera - Ianassa - Ianira - Kallianassa - Klymene - Kymodoke - Kymothoe - Leucothoe - Ligea - Limnoria - Maira - Melite - Nemertes - Nesaea - Opis - Oreithyia - Panope - Pherousa - Phyllodoce - Proto - Speio - Thaleia - Thoe - Xantho | - Agaue - Aktaie - Amphitrite - Autonoe - Dero - Dione - Doto - Dynamene - Eione - Erato - Euagore - Eudora - Eukrante - Eulimene - Eumolpe - Eunike - Galateia - Glaukonome - Halia - Halimede - Hipponoe - Hippothoe - Ianira - Ione - Kalypso (Calypso) - Keto (Ceto) - Kranto (Cranto) - Kymo - Kymothoe - Limnoria - Lysianassa - Melite - Nausithoe - Neomeris - Nesaea - Panope - Pherousa - Plexaure - Polynome - Pontomedousa (Pontomedusa) - Proto - Psamanthe - Sao - Speio - Thetis |